# Theoneta saaristoi
Espèce
Synonymes
- Microneta saaristoi Eskov & Marusik, 1991

Theoneta saaristoi est une espèce d'araignées aranéomorphes de la famille des Linyphiidae.

## Distribution
Cette espèce est endémique de Russie.

## Étymologie
Cette espèce est nommée en l'honneur de Michael Ilmari Saaristo.

## Publication originale
- Eskov & Marusik, 1991 : New linyphiid spider (Aranei, Linyphiidae) from east Siberia. Korean Arachnology, vol. 6, no 2, p. 237-253.